# Cybaeus kodama
Espèce
Cybaeus kodama est une espèce d'araignées aranéomorphes de la famille des Cybaeidae.

## Distribution
Cette espèce est endémique de l'archipel Nansei au Japon. Elle se rencontre sur Yaku-shima.

## Description
La carapace du mâle holotype mesure 1,68 mm de long sur 1,15 mm et l'abdomen 1,92 mm de long sur 1,56 mm et la carapace de la femelle paratype mesure 1,54 mm de long sur 1,06 mm et l'abdomen 1,76 mm de long sur 1,32 mm.

## Étymologie
Son nom d'espèce lui a été donné en référence aux Kodama.

## Publication originale
- Ihara, Koike & Nakano, 2021 : « Integrative taxonomy reveals multiple lineages of the spider genus Cybaeus endemic to the Ryukyu Islands, Japan (Arachnida: Araneae: Cybaeidae). » Invertebrate Systematics, vol. 35, no 2, p. 216-254.